# بليدس (ديلاوير)
بليدس (بالإنجليزية: Blades, Delaware)‏ هي بلدة أمريكية تقع في الولايات المتحدة في ديلاوير. يقدر عدد سكانها بـ 1,241 نسمة .

## التركيبة السكانية
حدّد مكتب تعداد الولايات المتحدة بيانات التركيبة السكانية لبليدس في تعداد الولايات المتحدة. في ما يلي، التركيبة السكانية حسب تعدادي 2000 و2010.

### تعداد عام 2000
بلغ عدد سكان بليدس 956 نسمة بحسب تعداد عام 2000، وبلغ عدد الأسر 353 أسرة وعدد العائلات 236 عائلة مقيمة في البلدة. في حين سجلت الكثافة السكانية 663.9 نسمة لكل كيلومتر مربع (1,719.5/ميل2). وبلغ عدد الوحدات السكنية 393 وحدة بمتوسط كثافة قدره 272.9 لكل كيلومتر مربع (706.8/ميل2).
وتوزع التركيب العرقي للبلدة بنسبة 69.77% من البيض و21.76% من الأمريكيين الأفارقة و0.52% من الأمريكيين الأصليين و1.05% من الأمريكيين ذوي الأصول الآسيوية و0.10% من سكان جزر المحيط الهادئ و3.97% من الأعراق الأخرى و2.82% من عرقين مختلطين أو أكثر و6.59% من الهسبانيون أو اللاتينيون من أي عرق.
بلغ عدد الأسر 353 أسرة كانت نسبة 41.6% منها لديها أطفال تحت سن الثامنة عشر تعيش معهم، وبلغت نسبة الأزواج القاطنين مع بعضهم البعض 41.6% من أصل المجموع الكلي للأسر، ونسبة 19.5% من الأسر كان لديها معيلات من الإناث دون وجود شريك،  بينما كانت نسبة 5.7% من الأسر لديها معيلون من الذكور دون وجود شريكة وكانت نسبة 33.1% من غير العائلات. تألفت نسبة 23.8% من أصل جميع الأسر من عدة أفراد يعيشون في نفس المنزل ونسبة 6.5% كانت تتألف من شخص يعيش بمفرده يبلغ من العمر 65 عاماً أو أكثر. وبلغ متوسط حجم الأسرة المعيشية 2.70، أما متوسط حجم العائلات فبلغ 3.23.
بلغ العمر الوسطي للسكان 32.7 عاماً. وكانت نسبة 29.2% من القاطنين تحت سن الثامنة عشر، وكانت نسبة 9.2% بين الثامنة عشر والرابعة والعشرين عاماً، ونسبة 33.7% كانت واقعةً في الفئة العمرية ما بين الخامسة والعشرين والرابعة والأربعين عاماً، ونسبة 20.5% كانت ما بين الخامسة والأربعين والرابعة والستين، ونسبة 7% كانت ضمن فئة الخامسة والستين عاماً فما فوق. يوجد لكل 100 أنثى 89.3 ذكر، ويوجد لكل 100 أنثى في الثامنة عشر من عمرها فما فوق 82.9 ذكر.
بلغ متوسط دخل الأسرة في البلدة 28,864 دولارًا، أما متوسط دخل العائلة فبلغ 33,194 دولارًا. وكان متوسط دخل الذكور 25,139 دولارًا مقابل 21,339 دولارًا للإناث. وسجل دخل الفرد الخاص بالبلدة 13,495 دولارًا. وكانت نسبة 15.9% من العائلات ونسبة 20.3% من السكان تحت خط الفقر، وكان من هؤلاء نسبة 30.1% تحت سن الثامنة عشر ونسبة 10.5% في الخامسة والستين من العمر وما فوق.

### تعداد عام 2010
بلغ عدد سكان بليدس 1,241 نسمة بحسب تعداد عام 2010، وبلغ عدد الأسر 428 أسرة وعدد العائلات 305 عائلة مقيمة في البلدة. في حين سجلت الكثافة السكانية 861.8 نسمة لكل كيلومتر مربع (2,232.1/ميل2). وبلغ عدد الوحدات السكنية 487 وحدة بمتوسط كثافة قدره 338.2 لكل كيلومتر مربع (875.9/ميل2).
وتوزع التركيب العرقي للبلدة بنسبة 61% من البيض و27.80% من الأمريكيين الأفارقة و0.73% من الأمريكيين الأصليين و0.81% من الأمريكيين ذوي الأصول الآسيوية و5.40% من الأعراق الأخرى و4.27% من عرقين مختلطين أو أكثر و18.69% من الهسبانيون أو اللاتينيون من أي عرق.
بلغ عدد الأسر 428 أسرة كانت نسبة 42.3% منها لديها أطفال تحت سن الثامنة عشر تعيش معهم، وبلغت نسبة الأزواج القاطنين مع بعضهم البعض 45.3% من أصل المجموع الكلي للأسر، ونسبة 18% من الأسر كان لديها معيلات من الإناث دون وجود شريك،  بينما كانت نسبة 7.9% من الأسر لديها معيلون من الذكور دون وجود شريكة وكانت نسبة 28.7% من غير العائلات. تألفت نسبة 23.1% من أصل جميع الأسر من عدة أفراد يعيشون في نفس المنزل ونسبة 8.2% كانت تتألف من شخص يعيش بمفرده يبلغ من العمر 65 عاماً أو أكثر. وبلغ متوسط حجم الأسرة المعيشية 2.90، أما متوسط حجم العائلات فبلغ 3.33.
بلغ العمر الوسطي للسكان 33.0 عاماً. وكانت نسبة 29.5% من القاطنين تحت سن الثامنة عشر، وكانت نسبة 10.6% بين الثامنة عشر والرابعة والعشرين عاماً، ونسبة 24.7% كانت واقعةً في الفئة العمرية ما بين الخامسة والعشرين والرابعة والأربعين عاماً، ونسبة 22.7% كانت ما بين الخامسة والأربعين والرابعة والستين، ونسبة 12.5% كانت ضمن فئة الخامسة والستين عاماً فما فوق. وتوزع التركيب الجنسي للسكان بنسبة 48.6% ذكور و51.4% إناث.